# Église de la Nativité-de-la-Sainte-Vierge de Présailles
L'église de la Nativité-de-la-Sainte-Vierge est un édifice situé à Présailles, en France.

## Localisation
L'église est située sur le territoire de la commune de Présailles, dans le département  de la Haute-Loire, en région Auvergne-Rhône-Alpes.

## Description
Présailles était le siège d'un prieuré dont l'église dépendait du Puy. L'édifice rural, d'architecture gothique, semble avoir été construit aux XIIe et XIIIe siècles pour l'essentiel. La seconde chapelle sud a été ajoutée au XVIe siècle (retable daté de 1556). Restauration au cours du XIXe siècle. Toiture en lauze refaite au XXe siècle. L'église adopte un plan régulier avec une nef flanquée de deux chapelles de chaque côté, et un chevet à trois pans. Le clocher-mur se situe au-dessus de la façade occidentale. À l'intérieur, la nef est couverte en berceau. Les premières chapelles s'ouvrent sur elle par un arc cintré. Les secondes chapelles, de style gothique, s'ouvre par un arc cintré et mouluré reposant sur des bases prismatiques. Une tribune occupe le fond de l'église. Le chœur est voûté d'ogives reposant sur des culots. Les vitraux du chœur sont dus à Alexandre Mauvernay (1885). Ceux des premières chapelles nord et sud, ainsi que celui du tympan de la porte d'entrée sont dus au verrier Borie (1943).

## Historique
L'église est inscrite au titre des monuments historiques par arrêté du 15 septembre 1993.